# Муратов Володимир Олексійович
Володи́мир Олексі́йович Мура́тов (2 (15) липня 1905 , Саратовська губернія  — невідомо ) — радянський господарський, державний і політичний діяч. Депутат Верховної Ради УРСР 1-го скликання (1938–1947), депутат Верховної Ради СРСР 1-го скликання (1941–1946).

## Біографія
Народився 2 (15) липня 1905 року в селі Липовка, тепер Саратовська область, Росія. Батько служив у сільській поштовій конторі, мати була хатньою господинею. Батько помер у 1916 році, мати — у 1917 році.
Після смерті батьків Володимир Муратов з тринадцятирічного віку був учнем у шевця. У 1918–1921 роках — розсильний шкірвідділу Камишинської повітової ради народного господарства. У 1921–1922 роках — кур'єр управління військового коменданта у місті Саратові. Був червоноармійцем господарської частини військово-продовольчого постачання Червоної армії.
У 1922–1924 роках — учень токаря-фрезерувальника Волзького чавуно-механічного заводу у Саратові. У 1924–1928 роках — фрезерувальник машинобудівного заводу «Співробітник Революції» у місті Саратові.
Член ВКП(б) з 1925 року.
У 1928–1930 роках — інструктор виконавчого комітету Саратовської, а потім Аткарської окружних рад депутатів. У 1930–1931 роках — секретар комітету ВКП(б) радгоспу № 30 Нижньо-Волзького краю.
У 1931–1933 роках навчався на дворічному підготовчому відділі в Саратовському інституті підготовки кадрів Червоної професури та на першому основному відділі Нижньоволзького інституту марксизму-ленінізму.
У 1933–1935 роках — заступник начальника політичного відділу Харабалінської, потім Булухтинської машинно-тракторної станції Ельтонського району Нижньо-Волзького (Сталінградського) краю.
У 1935–1938 роках навчався в Економічному інституті червоної професури в Москві.
У 1938 — грудні 1939 року — заступник голови Організаційного комітету Президії Верховної Ради Української РСР по Полтавській області, заступник голови виконавчого комітету Полтавської обласної ради депутатів трудящих, голова виконавчого комітету Полтавської міської ради депутатів трудящих.
26 червня 1938 року обраний депутатом Верховної Ради УРСР 1-го скликання по Козельщанській виборчій окрузі № 181 Полтавської області.
У грудні 1939 — квітні 1940 року — заступник голови Ради народних комісарів Якутської АРСР, у квітні 1940 — червні 1943 року — голова Ради народних комісарів Якутської АРСР.
23 березня 1941 року обраний депутатом Верховної Ради СРСР 1-го скликання по Мегежекському виборчому округу Якутської АРСР.
У 1944 році — член колегії Народного комісаріату соціального забезпечення РРФСР.
15 лютого 1945 — 25 жовтня 1946 року — народний комісар соціального забезпечення Української РСР.
У 1947 році (затв. у січні) — заступник голови виконавчого комітету Сумської обласної ради депутатів трудящих.
Подальша доля не відома.